# Sergije I.
Sergije I., papa od 15. prosinca 687. do 8. rujna 701. godine.

## Životopis
Bio je rodom Sirijac, odnosno potomak porodice koja se iz Antiohije naselila na Siciliji. Rodno mjesto je napustio i došao u Rim za vrijeme pontifikata pape Adeodata. Njegov zemljak Lav II. ga je 27. lipnja 683. imenovao kardinalom, te je brzo napredovao u redovima svećenstva.
Kada je u jesen 687. umro njegov prethodnik Konon, u Rimu su se stvorile dvije frakcije koje su svoje kandidate - Paskala i Teodora - proglasile papama. Sergije je, međutim, uspio za sebe osigurati podršku najuglednijih građana i zahvaljujući brojnosti svojih pristaša oba kandidata (kasnije smatranih antipapama) natjerati da ga priznaju za papu. Paskal je, međutim, pokušao svrgnuti Sergija uz pomoć ravenskog egzarha Ivana Platina, ali se bizantski general zadovoljio time da opljačka staru Baziliku sv. Petra te potom mirno potvrdio Sergijevo posvećenje. Sa Sergijevim dolaskom na papinsku stolicu 15. prosinca 687. prestala je posljednja sedisvakancija iz vremena bizantskog papinstva.
Najvažniji događaj Sergijevog pontifikata je bio tzv. Trulski sabor, odnosno crkveni sinod u Konstantinopolu; iako je Sergije na njega poslao svoje predstavnike, nije ga htio priznati kao ekumenski. Sabor je donio 85 kanona, a Sergije je htio priznati samo prvih 50. Razlike su se uglavnom odnosile na određena pravila svećeničkog života; papa Sergije nije htio dozvoliti rimskim đakonima da žive sa svojim suprugama, odnosno zaređivanje svećenika koji su prije toga bili dva puta oženjeni te post subotom za vrijeme Korizme. Sergije je također uveo nova liturgijska pravila vezana uz molitvu Jaganjče Božji.
Sergijeva samostalnost je izazvala bijes bizantskog cara Justinijana II., koji je papu odlučio uhititi i dovesti u Konstantinopol. Njegov tjelohranitelj Zaharija, kome je povjeren taj zadatak, nije to uspio učiniti zbog otpora rimskih građana, kome su se priključile snage Ravenskog egzarhata. Sergije je umjesto toga spasio Zahariju od linčovanja; nastojao je spor riješiti diplomatski i nije iskoristio nezadovoljstvo Justinijanovim postupcima da digne ustanak. Umro je 701. i naslijedio ga je Ivan VI. Proglašen je svetim, a spomendan mu se slavi 8. rujna.